# Hacienda (Rociana del Condado)
La Hacienda es una edificación de carácter agrícola del siglo XVIII en el municipio de Rociana del Condado, provincia de Huelva. Forma parte del Conjunto Histórico protegido de Rociana del Condado.

## Descripción
El edificio es de planta rectangular, con altos muros, numerosas ventanas y vanos de entrada. En sus esquinas se conservan dos antiguos molinos de sección rectangular, terminadas en un remate cónico propio de este tipo de construcciones. La fachada principal es la que da a la plaza homónima.

## Historia
En un principio, la Hacienda se extendía por toda la superficie entre las calles Hinojos y Socorro. Posteriormente, la edificación se redujo desde el número 46 de la calle Hinojos hasta la esquina de la calle Amparo. Las caballerizas pertenecientes a esta Hacienda se localizaban en el solar que hoy ocupa el cuartel de la Guardia Civil. La bodega contigua, conocida por entonces como la Gallanía era ocupada por los trabajadores de la Hacienda.

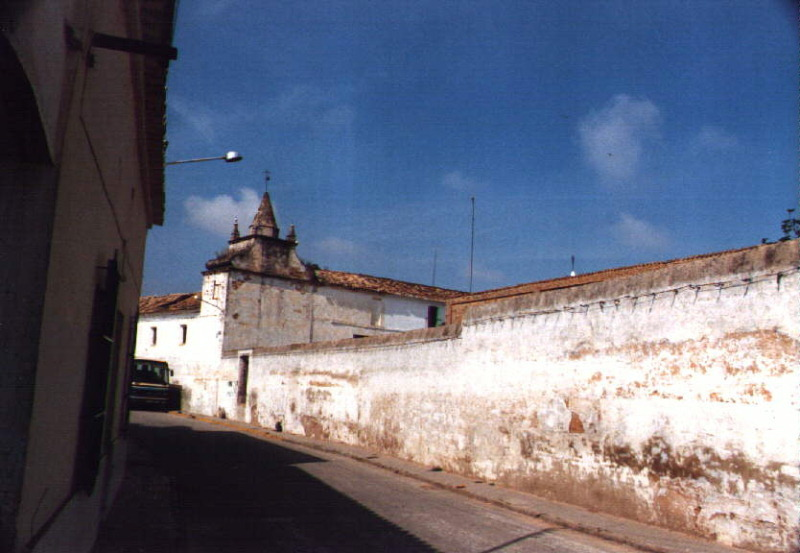
Torre del molino de La Hacienda, antes de la remodelación.

Originalmente fue propiedad de los duques de Medina Sidonia, quienes tenían una de sus residencias en esta localidad, mientras que la Hacienda era habitada por su administrador. De los duques pasaron a sus parientes, los Marqueses de Casa Segovia (Nicolás de La Herranz y Mª Antonia de Casa Segovia), que la habitaron desde finales del siglo XIX. A principios del siglo XX (1903-1904) fue adquirida por José Joaquín Manzano y a partir de la década de 1960 este edificio comenzó a parcelarse para la construcción de las casas que dan a la calles Socorro y Amparo.
La plaza y las viviendas de las calles Socorro, Ramón y Cajal y Amparo formaban parte del gran jardín, con una fuente en el centro. Dentro del edificio había un oratorio y se veneraba una imagen de la Virgen del Amparo, la cual da nombre a la calle adyacente. Bajo la torre se encontraba un gran azulejo de esta advocación, donde hoy solo se conserva el marco.
Parte del edificio fue adquirido por el gobierno municipal en el verano de 1990, restaurado y usado como sede del ayuntamiento entre 1992 y 1994. Actualmente en el edificio se localiza la biblioteca municipal.